# Podhoroď
Podhoroď este o comună slovacă, aflată în districtul Sobrance din regiunea Košice. Localitatea se află la altitudinea de 339 m deasupra n.m., se întinde pe o suprafață de 16,61 km2 și în 2017 număra 355 de locuitori. Se învecinează cu Ruská Bystrá, Ruský Hrabovec, Inovce, Beňatina, Choňkovce și Hlivištia.

## Istoric
Localitatea Podhoroď este atestată documentar din 1406.

## Demografie
| An:                | 1994 | 2004    | 2014   | 2024    |
| ------------------ | ---- | ------- | ------ | ------- |
| Număr de persoane: | 443  | 391     | 374    | 320     |
| Diferență:         |      | −11,73% | −4,34% | −14,43% |

| An:                | 2023 | 2024   |
| ------------------ | ---- | ------ |
| Număr de persoane: | 315  | 320    |
| Diferență:         |      | +1,58% |